# プリメディカ
株式会社プリメディカ（英：PreMedica Inc.）は、東京都港区に本社を置く、予防医療領域の疾病リスク検査サービスの研究開発・測定解析・販売提供を行う企業。

## 概要
株式会社プリメディカは、将来の疾患リスクの把握から始まる「予防医療」を推進している。2012年より脳梗塞・心筋梗塞発症リスク検査：LOX-index®の提供を開始し、予防医療のリスク検査市場を草創期から開拓。現在は全国4,000以上の医療機関を通して検査サービスを提供している（2024年4月時点）。2021年4月には「NKメディコ株式会社」から「株式会社プリメディカ」に社名変更をおこなった。2024年5月31日付で、親会社が株式会社メディパルホールディングスへ異動した。

## 事業内容

### 国内事業
「死亡率が高い」「患者数が多い」「医療費負担が重い」「QOLの低下が著しい」といった重大疾患の発症リスクを明らかにする/早期に発見する検査サービスを開発し、医療機関を通じて提供している。
提供サービス
●LOX-index®
血管の中に脂質が入っていくメカニズムに着目し、超悪玉コレステロール（酸化変性LDL：LAB）と、それと結合して動脈硬化を進行させるLOX-1というたんぱく質の2項目を測定している。2010年に大阪府吹田市で実施された追跡疫学研究「吹田研究」がベースとなっている。
LOX-index®は、全国2,600以上の医療機関で導入されていて、サービス受検者数は累計75万人を突破している（2024年4月時点）。
●Flora Scan®
京都府立医科大学、摂南大学、プリメディカの三者共同研究によって得られた、日本人約1,800名の腸内フローラデータベースを用いた腸内フローラ検査サービス。少量の便から腸内細菌叢を解析し、腸内フローラタイプ（エンテロタイプ）や腸内細菌のバランス、10種類の疾患との関連性を判定する。2022年6月からは大阪府枚方市のふるさと納税返礼品として、腸内フローラ検査サービスで初めて採用された。
●ココシル®
尿中のバイオピリンを測定し、メンタルストレスを定量化する検査サービス。
●ProtoKeyすい臓がんリスク検査
すい臓がん患者で特異的に増減する血中ペプチドを4種類測定することで、すい臓がんのリスクを評価する検査。
●ProtoKey大腸がんリスク検査
大腸がん患者で特異的に増減する血中ペプチドを4種類測定することで、大腸がんのリスクを評価する検査。
●MCIスクリーニング検査プラス
アルツハイマー型認知症の前段階である軽度認知障害（MCI）のリスクを評価する血液検査。
●ApoE遺伝子検査
認知症の原因物質アミロイドβペプチドの蓄積に関わるApoE遺伝子のタイプを調べ、認知症のリスクを判定する検査。
●腎チェック
慢性腎臓病（CKD）の早期発見と重症化予防を目的とした尿検査。腎臓に負担がかかると尿中で特異的に上昇する「L-FABP（エルファブ）」と「アルブミン」の2項目を測定し、慢性腎臓病の発症危険度を評価する。
●ホルモン年齢ドック
加齢とともに減少するホルモン分泌量のバランスを測定する検査サービス。
●酸化ストレスドック
カラダが現在受けている酸化ダメージと酸化に対する抵抗力を測定する検査サービス。
●健康年齢
血圧や代謝、肝機能、尿に関わる一般的な健康診断の結果12項目の数値を使用して算出される「健康年齢®」を用いたクラウド型レポート作成ツール。
●サインポスト遺伝子検査
大阪大学医学部の研究と、OMRFIT STUDY (Study of Order-Made multiple Risk Factor Intervention Trial)の研究成果に基づいて開発された遺伝子検査。生活習慣病予防プログラム、がん遺伝子検査、肌老化予防プログラム、ウイルス感染症リスク判定の4種類のプログラムがある。
●マイクロアレイ血液検査
血液細胞中のmRNA（メッセンジャーアールエヌエー）の発現状況を測定・解析することで、胃がん・大腸がん・すい臓がん・胆道がんの4種類の消化器がんのリスク評価を行う検査。

### 研究開発事業
最先端技術シーズの事業化
アカデミアとの共同研究により、LOX-index®検査の事業化を2012年に開始して以来、様々な大学・研究機関・メーカーとの協業で、最先端の検査技術の事業化に取り組んでいる。
検査測定受託
大学・研究機関・食品メーカーから、バイオマーカーの予防医療領域の様々なバイオマーカーの受託測定を行っている。

### 海外事業
研究用試薬輸入
海外より輸入した研究用試薬の国内販売をおこなっている。
検査サービスの海外展開
LOX-index®をはじめとして国内で提供している検査サービスを海外に展開し、研究用試薬キット販売と検査測定サービスを提供している。

## 参照
1.Suita Study（吹田研究）
2.Smoking cessation reduces the lectin-like low-density lipoprotein receptor index, an independent cardiovascular risk marker of vascular inflammation.
3.Typing of the Gut Microbiota Community in Japanese Subjects

## 沿革
- 2010年7月 - ノーリツ鋼機株式会社の子会社として設立
- 2021年4月 - 社名をNKメディコ株式会社から株式会社プリメディカに変更
- 2024年5月 - 親会社を株式会社メディパルホールディングスへ異動

## グループ会社
- 株式会社メディパルホールディングス
- 株式会社フローラディスカバリー